# .example
.example je rezervovaná doména nejvyššího řádu používaná výhradně jako příklad, nikdy by se neměla objevit ve skutečném systému DNS.
Nebyla jednou z původních domén nejvyššího řádu, které byly uvedeny v lednu 1985, namísto toho ji v červnu 1999 definovalo RFC 2606.
Údajný účel pro zavedení této domény byly příklady v dokumentaci a dalších technických spisech, které mohou kolidovat se skutečnými adresami na Internetu. Její zavedení bylo často kritizováno pro nedostatečnou věrohodnost, protože domény nejvyššího řádu měly ve své době kratší názvy.

## Příklady použití
- korektní jméno domény: jmeno-domeny.example
- nekorektní jméno domény: jmeno@domeny.invalid